# Lucien Rossiaud
Lucien Rossiaud (* 19. Juni 1947) ist ein ehemaliger französischer Autorennfahrer und Unternehmer.

## Karriere im Motorsport
Lucien Rossiaud bestritt zwischen 1978 und 1987 sporadisch Sportwagenrennen. 1978 ging er mit wenig Erfahrung als Rundstrecken-Rennfahrer – Rossiaud war bis dahin vor allem als Bergrennfahrer aktiv – beim 24-Stunden-Rennen von Le Mans an den Start und erreichte einen überraschenden elften Rang im Schlussklassement sowie einen Sieg in der Klasse für Sportwagen bis 2 Liter Hubraum. In den 1980er-Jahren engagierte er sich bei einigen Rennen der Sportwagen-Weltmeisterschaft, startete 1986 zum zweiten Mal in Le Mans und beendete nach dem 1000-km-Rennen auf dem Nürburgring 1987 seine aktive Karriere.

## Unternehmer
1981 eröffnete Rossiaud in Douvaine eine Peugeot-Handelsvertretung und Werkstatt. Einige Jahre nach dem Umzug nach Aubonne verkaufte er die Peugeot-Werkstatt und baute alte Stallungen zu einer Spezialwerkstatt um, in der nach wie vor historische Rennwagen restauriert werden.

## Statistik

### Le-Mans-Ergebnisse
| Jahr | Team                  | Fahrzeug      | Teamkollege    | Teamkollege     | Platzierung             | Ausfallgrund |
| ---- | --------------------- | ------------- | -------------- | --------------- | ----------------------- | ------------ |
| 1978 | ROC La Pierre du Nord | Chevron B36   | Michel Pignard | Laurent Ferrier | Rang 11 und Klassensieg |              |
| 1986 | Lucien Rossiaud       | Rondeau M379C | Noël del Bello | Bruno Sotty     | Rang 17                 |              |